# Marcos Gregorio McGrath
Marcos Gregorio McGrath (Ancón, 10 febbraio 1924 – Panama, 4 agosto 2000) è stato un arcivescovo cattolico statunitense naturalizzato panamense.

## Biografia
Marcos Gregorio McGrath nacque ad Ancón, Panama, il 10 febbraio 1924 da John Thomas McGrath, originario di Trenton, nel New Jersey, e di Louise Renauld, una donna di origini francesi nata a Cartago, in Costa Rica. Suo padre arrivò a Panama nel 1912 per lavorare sul Canale di Panama, prestando servizio infine come capitano di una draga. Louise e John ebbero quattro figli: John, Robert, Eugene e Mark. Suo padre morì nel 1928.

### Formazione e ministero sacerdotale
McGrath frequentò varie scuole sia in America latina che negli Stati Uniti d'America, prima di diplomarsi all'Accademia Militare La Salle di New York nel 1939. Studiò brevemente alla Pontificia università cattolica del Cile di Santiago del Cile dal 1939 al 1940 e studiò all'Università di Notre Dame a South Bend dal 1940 al 1942. Durante il suo soggiorno conobbe il pensiero dell'Azione Cattolica e della Gioventù operaia cristiana attraverso l'influsso di padre Louis Putz, C.S.C., che a sua volta era stato discepolo di Joseph-Léon Cardijn. Si interessò anche agli eventi dell'attualità in America latina, partecipando a conferenze internazionali riguardanti la regione e parlando spesso sull'argomento dopo essere diventato membro dell'Ufficio del relatore dell'ateneo.
Nell'agosto del 1942, McGrath entrò nel noviziato della Congregazione di Santa Croce a South Bend e il 21 settembre 1943 emise i primi voti. Proseguì gli studi all'Università di Notre Dame, nel 1945 conseguì la laurea in filosofia e poi studiò teologia all'Holy Cross College, un istituto annesso all'Università Cattolica d'America a Washington. Il 9 giugno 1947 emise la professione solenne.
Il 4 ottobre 1948 fu ordinato diacono. L'11 giugno dell'anno successivo fu ordinato presbitero nella basilica arcicattedrale metropolitana di Santa Maria la Antigua a Panama da monsignor José María Preciado y Nieva, vicario apostolico del Darién. Rinunciò alla cittadinanza statunitense per diventare cittadino panamense per naturalizzazione.
I suoi superiori lo inviarono a proseguire gli studi di teologia all'Institut catholique di Parigi dal 1949 al 1950 e poi al Pontificio Istituto Internazionale Angelicum di Roma dal 1950 al 1953. A Roma conseguì il dottorato magna cum laude con una tesi intitolata "L'insegnamento del Concilio Vaticano I sull'evoluzione del dogma". Durante questo periodo incontrò molti dei pensatori e delle filosofie che avrebbero avuto grande influenza sulla Chiesa nei decenni a venire: Yves Congar, Henri de Lubac, Karl Rahner, Romano Guardini, il Movimento liturgico, il personalismo, l'umanesimo cristiano, insieme alle già citate filosofie della Gioventù operaia cristiana e dell'Azione Cattolica.
Nell'aprile del 1953 i suoi superiori lo assegnarono al St. George College, una scuola maschile di Santiago del Cile gestita dalla Congregazione, per assumere l'incarico di docente di teologia fondamentale alla Pontificia università cattolica dal 1954. Nel 1959 venne nominato decano della Facoltà di teologia. Notando la mancanza di dialogo tra la sua Facoltà e le altre discipline dell'Università, nonché la carenza di formazione dei professori di teologia. Per rimediare, dando sostanza ad un progetto studiato da diversi anni, creò l'Istituto Superiore di Cultura Religiosa, le settimane teologiche e nel 1960 la rivista Teologia y Vida. Cercò di mettere in relazione fede e vita, teologia e cultura.
Mons. Marcos Gregorio McGrath
Teologia y Vida 1 (1), primo trimestre 1960, p. 4»
Si dedicò anche alla giustizia sociale e alla sensibilizzazione sulla disuguaglianza socioeconomica tra gli studenti. Coinvolse sia gli alunni delle scuole superiori del St. George sia gli studenti universitari nell'apertura di cliniche di pronto soccorso, nella visita alle famiglie e nella gestione di discount alimentari, nonché nella formazione alla dottrina sociale della Chiesa cattolica.

### Ministero episcopale
L'8 agosto 1961 papa Giovanni XXIII lo nominò vescovo ausiliare di Panama e titolare di Ceciri. Ricevette l'ordinazione episcopale l'8 ottobre successivo nella basilica arcicattedrale metropolitana di Santa Maria la Antigua a Panama dall'arcivescovo metropolita di Panama Francisco Beckmann, co-consacranti il vescovo di Arecibo Alfredo José Isaac Cecilio Francesco Méndez-Gonzalez e il vicario apostolico del Darién Jesús Serrano Pastor.
McGrath descrisse il suo periodo come ausiliare come una "rinascita e un nuovo battesimo nella nostra situazione panamense". Si impegnò in visite pastorali, seguì gruppi di studio sul Concilio Vaticano II e divenne vicario capitolare dell'arcidiocesi alla morte di monsignor Beckmann nell'ottobre del 1963.
Durante le proteste dell'incidente della bandiera a Panama, esortò i funzionari statunitensi a "percepire più chiaramente gli ideali dei popoli latinoamericani", fungendo da voce di sostegno alle rivendicazioni dei panamensi di fronte a quello che descrisse come un abuso dei loro diritti e coordinando gli sforzi dei leader religiosi locali perché fungessero da operatori di pace.
Subito dopo essere stato consacrato vescovo, McGrath fu nominato membro della commissione conciliare per la dottrina e si recò spesso a Roma per tutta la durata del Concilio. Diede un importante contributo alla stesura della Gaudium et spes, impregnandola del pensiero di Joseph-Léon Cardijn riguardo al metodo "vedere, giudicare, agire", nonché ad una teologia dei segni dei tempi e alla dignità dei laici in virtù del loro battesimo. I suoi interventi sono osservabili anche in Sacrosanctum Concilium, Lumen Gentium e Ad Gentes.
Il 3 marzo 1964 papa Paolo VI lo nominò primo vescovo della nuova diocesi di Santiago de Veraguas. Descrisse il periodo in cui fu alla guida di questa sede come un "noviziato per me, la mia formazione fondamentale nel lavoro di vescovo. Ha anche permesso un contatto quotidiano con la povertà di Panama, con i più poveri: i rurali e gli indigeni". Iniziò anche i lavori per la costruzione della nuova cancelleria diocesana.
Jesús Héctor Gallego Herrera, un sacerdote in servizio nella diocesi, fu ucciso dai soldati dopo essersi scontrato con alcuni proprietari terrieri e ufficiali militari, poco dopo che McGrath era diventato arcivescovo di Panama. Gallego era stato ordinato sacerdote proprio da McGrath e venne dalla Colombia per prestare servizio a Santiago de Veraguas durante il suo episcopato.
Il 5 febbraio 1969 papa Paolo VI lo promosse arcivescovo metropolita di Panama. Continuò ad essere una voce forte a favore dell'indipendenza di Panama, soprattutto nel contesto della disputa sulla Zona del Canale di Panama, nella quale era nato. L'arcivescovo fu anche sostenitore del ritorno alla democrazia e un difensore dei diritti umani, soprattutto durante e dopo il colpo di stato panamense del 1968 e l'amministrazione di Manuel Noriega. Le sue critiche al dittatore gli causarono in minacce e sorveglianza, poiché era una delle poche voci pubblicamente contrarie al regime.
Assistette anche nei negoziati sulla resa di Noriega in seguito all'invasione statunitense di Panama e gli fu concesso il permesso di entrare nella "casa delle streghe" di Noriega e in altre residenze per "acquisire una visione dell'anima dell'uomo". Riportò prove di tortura, adorazione del diavolo e vudù. Da marzo ad agosto del 1990 fu anche presidente della Commissione per la verità di Panama, chiamata a indagare sui crimini commessi sotto il governo militare di Omar Torrijos e Manuel Noriega.
Fu presidente della Conferenza episcopale di Panama dal 1969 al 1970, dal 1977 al 1982, dal 1985 al 1988 e dal 1991 al 1994, vicepresidente dal 1971 al 1976 e dal 1982 al 1985 e ricoprì altre posizioni gerarchiche.
Presiedette il Programma di cooperazione interamericana cattolica (CICOP), con il quale i cattolici negli Stati Uniti sostennero programmi di aiuto allo sviluppo in America latina dal 1964 al 1972, comprese le opere di Paulo Freire, Hélder Pessoa Câmara, Gustavo Gutiérrez e Juan-Luis Segundo.
Fu secondo vicepresidente dal 1966 al 1970 e primo vicepresidente dal 1970 al 1972 del Consiglio episcopale latinoamericano e tenne importanti discorsi alla II conferenza generale dell'episcopato latinoamericano tenutasi a Medellín dal 28 agosto al 6 settembre 1968 e alla III conferenza generale dell'episcopato latinoamericano tenutasi a Puebla de Zaragoza dal 27 gennaio al 13 febbraio 1979.
Inoltre, fu consultore del Consiglio per i laici dal 1967 e membro del consiglio della segreteria generale del Sinodo dei vescovi dal 1970, del Segretariato per l'unità dei cristiani dal 7 febbraio 1984, del Pontificio consiglio per la promozione dell'unità dei cristiani dal 10 luglio 1989 e del Pontificio consiglio per il dialogo con i non credenti.
A causa di complicazioni dovute alla malattia di Parkinson, McGrath presentò la sua rinuncia al governo pastorale dell'arcidiocesi a papa Giovanni Paolo II che la accettò il 18 aprile 1994.
La sua malattia fu lunga e dolorosa. Si sforzò di mantenere le forze, seguire le cure mediche, continuare a lavorare e studiare, mantenere i suoi tanti amici e accogliere chiunque volesse vederlo. Avendo letto un libro sulla spiritualità di Santa Teresa di Lisieux, aveva davanti al letto un quadro del volto santo di Cristo sofferente, dipinto da un carmelitano panamense. Soprattutto volle celebrare l'Eucaristia con dignità e devozione, quotidianamente, fino a poco prima di morire. Il suo messaggio di congedo all'arcidiocesi, nell'annunciare l'accettazione delle sue dimissioni, si concludeva così: "Lasciate che lo Spirito del Signore risorto agisca in noi per fare nuove tutte le cose".
Fino ai suoi ultimi giorni, la meditazione sul Concilio Vaticano II fu una sua preoccupazione costante ed è riflessa nel suo libro Cómo vi y viví el Concilio y el post-Concilio, pubblicato poco prima della sua morte. Egli volle raccogliere la testimonianza propria e di altri padri conciliari, non per aggiungere un commento in più ai testi di quell'assemblea ecclesiale, ma per incoraggiare a continuare lo spirito del Concilio come evento: misurarne l'accoglienza, soprattutto quella creativa, per ricontestualizzarlo. Ecco perché per lui era importante distinguere tra ciò che è provvisorio nelle conclusioni del Concilio e ciò che è il suo "spirito", la sua proposta di fondo, il nuovo modo di essere Chiesa da esso inaugurato. E cita come temi su cui continuare a riflettere: la storicità della Rivelazione e del dogma, il rinnovamento liturgico, la libertà religiosa, l'ecumenismo e il dialogo interreligioso.
Ricevette un dottorato honoris causa in filosofia dall'Università di Notre Dame di South Bend nel 1963, un dottorato honoris causa in teologia dall'Università Cattolica di Lovanio nel 1970, un dottorato honoris causa in giurisprudenza dallo Stonehill College di Easton nel 1977, un dottorato honoris causa in lettere dall'Università di Georgetown di Washington nel 1979, un dottorato honoris causa in scienze umanistiche e religiose dall'Università Cattolica "Santa María La Antigua" di Panama nel 1986, un dottorato honoris causa in lettere e filosofia dal King's College di Wilkes-Barre nel 1991 e un dottorato honoris causa in lettere dall'Holy Cross College di New Orleans nel 1993.
Il 23 giugno 1980 ricevette il premio per la promozione dei diritti umani, assegnato dal Distretto XXIII, Caraibi, dell'organizzazione ebraica B'nai B'rith International, intervenendo in quell'occasione sul tema "Shema Israel: una riflessione sulla Bibbia e i diritti umani".
Venne insignito dell'Ordine Comunale e designato "figlio benemerito" della città di Panama nella solenne seduta straordinaria del consiglio comunale del 25 febbraio 1994.
Morì in una casa di riposo di Panama alle 6 del 4 agosto 2000 all'età di 76 anni. È sepolto nella cripta della basilica cattedrale metropolitana di Santa Maria la Antigua a Panama.

## Opere
- The Vatican Council's teaching on the evolution of dogma: a study in Nineteenth Century Theology, Santiago del Cile, Ed. Universidad Católica de Chile, 1960,  p. 134. URL consultato il 17 marzo 2024.
- Carta pastoral, 1971. URL consultato il 17 marzo 2024.
- La renovación de la Iglesia al servicio de Panamá, Panama, 15 agosto 1971,  p. 126. URL consultato il 17 marzo 2024.
- Estados Unidos y América Latina: ¿amigos o enemigos, Panama, 1973,  p. 27. URL consultato il 17 marzo 2024.
- Canal question, a Christian view = El Canal, una visión cristiana, Panama, Talleres Senda, 1974,  p. 31. URL consultato il 17 marzo 2024.
- La teología en marcha: ponencias de la Primera Semana de Actualización Teológica d la Arquidiócesis de Panamá, collana Iglesia en el mundo, 22, Ediciones Paulinas, 1974,  p. 154. URL consultato il 17 marzo 2024.
- Hacia una familia renovada: mensaje del Arzobispo de Panamá Mons. Marcos G. McGrath : documentos, Panama, Campaña de Promoción Arquidiocesana, 1977,  p. 108. URL consultato il 17 marzo 2024.
- La iglesia y el país: una visión global, Panama, 1977,  p. 51. URL consultato il 17 marzo 2024.
- "Shema Israel": una reflexión sobre la biblia y los derechos humanos, Panama, B'nai B'rith, 1980,  p. 16. URL consultato il 17 marzo 2024.
- El mensaje vivo de Puebla: una iglesia evangelizadora para la comunión y la participación de todos, collana Colección Mensajes, Bogotá, Ediciones Paulinas, 1981,  p. 90. URL consultato il 17 marzo 2024.
- El método teológico-pastoral de Puebla, in Anales de la Facultad de Teología, 1982. URL consultato il 17 marzo 2024.
- Los Textos de Medellín y el proceso de cambio en América Latina, collana Colección La Iglesia en América Latina, v. 1, San Salvador, UCA Editores, 1987,  pp. xiv, 161. URL consultato il 17 marzo 2024.
- Cómo vi y viví el Concilio y el post-Concilio. El testimonio de los padres conciliares de América Latina, collana Colección Tercer Milenio, 4, Santafé de Bogotá, Ediciones Paulinas, 2000,  p. 287, ISBN 978-9586691758. URL consultato il 17 marzo 2024.
- Labor social y educativa que corresponde a la Iglesia
- Panama, Cerro Colorado and the church
- Educación en la fe

## Genealogia episcopale e successione apostolica
La genealogia episcopale è:
- Cardinale Scipione Rebiba
- Cardinale Giulio Antonio Santori
- Cardinale Girolamo Bernerio, O.P.
- Arcivescovo Galeazzo Sanvitale
- Cardinale Ludovico Ludovisi
- Cardinale Luigi Caetani
- Cardinale Ulderico Carpegna
- Cardinale Paluzzo Paluzzi Altieri degli Albertoni
- Papa Benedetto XIII
- Papa Benedetto XIV
- Papa Clemente XIII
- Cardinale Bernardino Giraud
- Cardinale Alessandro Mattei
- Cardinale Pietro Francesco Galleffi
- Cardinale Giacomo Filippo Fransoni
- Cardinale Carlo Sacconi
- Cardinale Edward Henry Howard
- Cardinale Mariano Rampolla del Tindaro
- Cardinale Rafael Merry del Val
- Cardinale Giovanni Vincenzo Bonzano
- Arcivescovo Edward Joseph Hanna
- Arcivescovo John Joseph Cantwell
- Arcivescovo Juan José Maíztegui y Besoitaiturria, C.M.F.
- Arcivescovo Francisco Beckmann, C.M.
- Arcivescovo Marcos Gregorio McGrath, C.S.C.

La successione apostolica è:
- Vescovo Oscar Mario Brown Jiménez (1986)